# Геннікер (переписна місцевість, Нью-Гемпшир)
Геннікер (англ. Henniker) — переписна місцевість (CDP) в США, в окрузі Меррімак штату Нью-Гемпшир. Населення — 3166 осіб (2020).

## Географія
Геннікер розташований за координатами 43°10′53″ пн. ш. 71°49′8″ зх. д. / 43.18139° пн. ш. 71.81889° зх. д. (43.181519, -71.818821).  За даними Бюро перепису населення США в 2010 році переписна місцевість мала площу 3,67 км², уся площа — суходіл.

## Демографія
Згідно з переписом 2010 року, у переписній місцевості мешкало 1747 осіб у 556 домогосподарствах у складі 269 родин. Густота населення становила 476 осіб/км².  Було 586 помешкань (160/км²).
Расовий склад населення:
| - 93,0 % — білих - 2,9 % — чорних або афроамериканців - 1,7 % — азіатів - 0,3 % — корінних американців |

До двох чи більше рас належало 1,3 %. Частка іспаномовних становила 2,6 % від усіх жителів.
За віковим діапазоном населення розподілялося таким чином: 12,1 % — особи молодші 18 років, 79,4 % — особи у віці 18—64 років, 8,5 % — особи у віці 65 років та старші. Медіана віку мешканця становила 22,7 року. На 100 осіб жіночої статі у переписній місцевості припадало 99,0 чоловіків;  на 100 жінок у віці від 18 років та старших — 95,3 чоловіків також старших 18 років.
Середній дохід на одне домашнє господарство  становив 65 283 долари США (медіана — 62 889), а середній дохід на одну сім'ю — 90 239 доларів (медіана — 70 952). За межею бідності перебувало 17,1 % осіб, у тому числі 0,0 % дітей у віці до 18 років та 15,1 % осіб у віці 65 років та старших.
Цивільне працевлаштоване населення становило 855 осіб. Основні галузі зайнятості: освіта, охорона здоров'я та соціальна допомога — 46,0 %, науковці, спеціалісти, менеджери — 15,2 %, роздрібна торгівля — 9,2 %, мистецтво, розваги та відпочинок — 8,9 %.